# Västergötlands runinskrifter 33
Västergötlands runinskrifter 33 är en vikingatida runsten av granit i Stommen, Mellby socken och Lidköpings kommun. Runstenen är 1,5 meter hög, 0,6 meter bred och 0,25 meter tjock. Runhöjden är 9-13 centimeter. Den nedre delen av runstenen togs ur en bro på Stommens ägor år 1870 medan den övre delen hittades 1918 i grunden till en bakugn i en stuga i Stommens trädgård. Stenen restes på sin nuvarande plats 1936.

## Inskriften
Translitterering av runraden:
kʀrua : rþi : sti : fti : tusa : sun : s-n : þua : hiti : sti
Normalisering till runsvenska:
Gæiʀvarr(?)/Gæiʀvar(?)/Groa(?) ræisti stæin æftiʀ Tosta(?), sun s[i]nn. Þora hæmti(?) stæin.
Översättning till nusvenska:
Gervar(?)/Gervor(?)/Groa(?) reste stenen efter Toste(?), sin son. Tora(?) förde hit stenen.